# 안토니오 세라노
안토니오 세라노(Antonio Serrano, 1955년 5월 17일 ~ )는 멕시코의 배우, 각본가, 영화 감독이다.
멕시코시티에서 태어났다.

## 영화
- 모렐로스 (2012년)
- 바흐 이전의 침묵 (2007년)
- 어 원더풀 월드 (2006년)
- 세로 와이 반 4 (2004년)
- 섹스, 사랑 그리고 배신 (2004년)
- 루시아, 루시아 (2003년)
- 베니스의 열정 (1990년)